# Kapybara
Kapybara eller vattensvin (Hydrochoerus hydrochaeris) är världens största gnagare. Den påminner i sitt levnadssätt om flodhästar men är närmare släkt med marsvin. Fram till 1990-talet kategoriserades kapybaran som ensam art i släktet Hydrochoerus, som i sin tur placerades som ensamt släkte i familjen Hydrochaeridae. I nyare taxonomiska avhandlingar kategoriseras den norra populationen som den egna arten Hydrochoerus isthmius och de placeras istället i familjen marsvin (Caviidae).
Kapybaran når en kroppslängd upp till 130 centimeter och en vikt upp till 61 kilogram. Arten förekommer i stora delar av Sydamerikas slättland samt i angränsande regioner av Centralamerika. Kapybaran jagas för köttets och hudens skull men  räknas inte som en hotad art. Dess närmaste släkting, utöver Hydrochoerus isthmius, är klippmarsvinet och de listas därför tillsammans som en underfamilj inom familjen marsvin (Caviidae).

## Kännetecken

### Kroppsbyggnad och pälsen
Djuret har en stor och robust kropp med korta extremiteter. Kapybaran blir upp till 130 cm lång och 60 cm hög (vid skuldran). Hanar och honor är lika i utseendet, nosen är dock längre på hanar. Hanen har en oval, naken doftkörtel på nosen, vilken avsöndrar ett vitt, klibbigt sekret. Båda könen har även analkörtlar vars doft gör att de känner igen varandra. På de främre fötterna finns fyra tår och på de bakre fötterna tre. Tårna liknar hovar och mellan dem finns lite simhud. Svansen är bara rudimentär. Honor är lite större än hanar och de förstnämnda har en genomsnittlig vikt på 61 kilogram medan hanarnas genomsnittliga vikt ligger vid 50 kilogram. Allmänt kan vikten ligga på mellan 27 och 80 kilogram.
Pälsen är lång och grov men vid vissa ställen så gles att huden blir synlig. Färgen varierar mellan rödbrun och grå på ovansidan, buken är gulaktig till brun. En del individer har svarta fläckar i ansiktet, vid extremiteternas utsida eller på bålen. Hårens längd ligger mellan 30 och 120 millimeter.

### Huvud och tänder
Kapybaran har ett påfallande brett huvud. Jämförd med artens närmaste släktingar är nosen förstorad och mera avrundad. Näsborrarna är små och står långt från varandra. Öronen är små och avrundade. Även ögonen är små och står på bägge sidor av huvudet. Som hos flera andra vattendjur ligger öronen, ögonen och näsborrarna högt uppe i ansiktet. På så sätt behöver de bara lyfta en liten del av huvudet över vattenytan för att iaktta omgivningen.
Tandformeln är 1-0-1-3, kapybaran har alltså per käkhalva en framtand, en premolar och tre molarer, tillsammans 20 tänder. Som hos alla gnagare saknar framtänderna rot och växer hela livet. Efter framtänderna finns en större springa, den så kallade diastema.

## Utbredning och habitat
Artens utbredningsområde är delad i två från varandra avskilda regioner. Den första ligger i östra Panama, norra Colombia och nordvästra Venezuela. Den andra större delen täcker nästan hela Sydamerika öster om Anderna. Den går från östra Venezuela och Guyana till Uruguay och nordöstra Argentina. Motsvarande till dessa utbredningsområden skiljs mellan två underarter. Hydrochoerus hydrochaeris isthmius förekommer i nordvästra delen. Den är mindre än Hydrochoerus hydrochaeris hydrochaeris som lever i sydöstra delen.
Individerna lever i olika habitat men ställer vissa krav på levnadsområdet. De behöver alltid sjöar, dammar, träskmarker, floder eller mangrove i närheten. Dessutom behöver de fast mark som viloplats, företrädesvis med tät vegetation för att gömma sig. Gärna vandrar de till savanner med gräs. Täta populationer finns främst i stora våta områden, till exempel Pantanal eller regionen Llanos som genomflyts av Orinoco. Kapybaran finns huvudsakligen i låglandet men förekommer upp till 1 300 meter över havet.

## Systematik

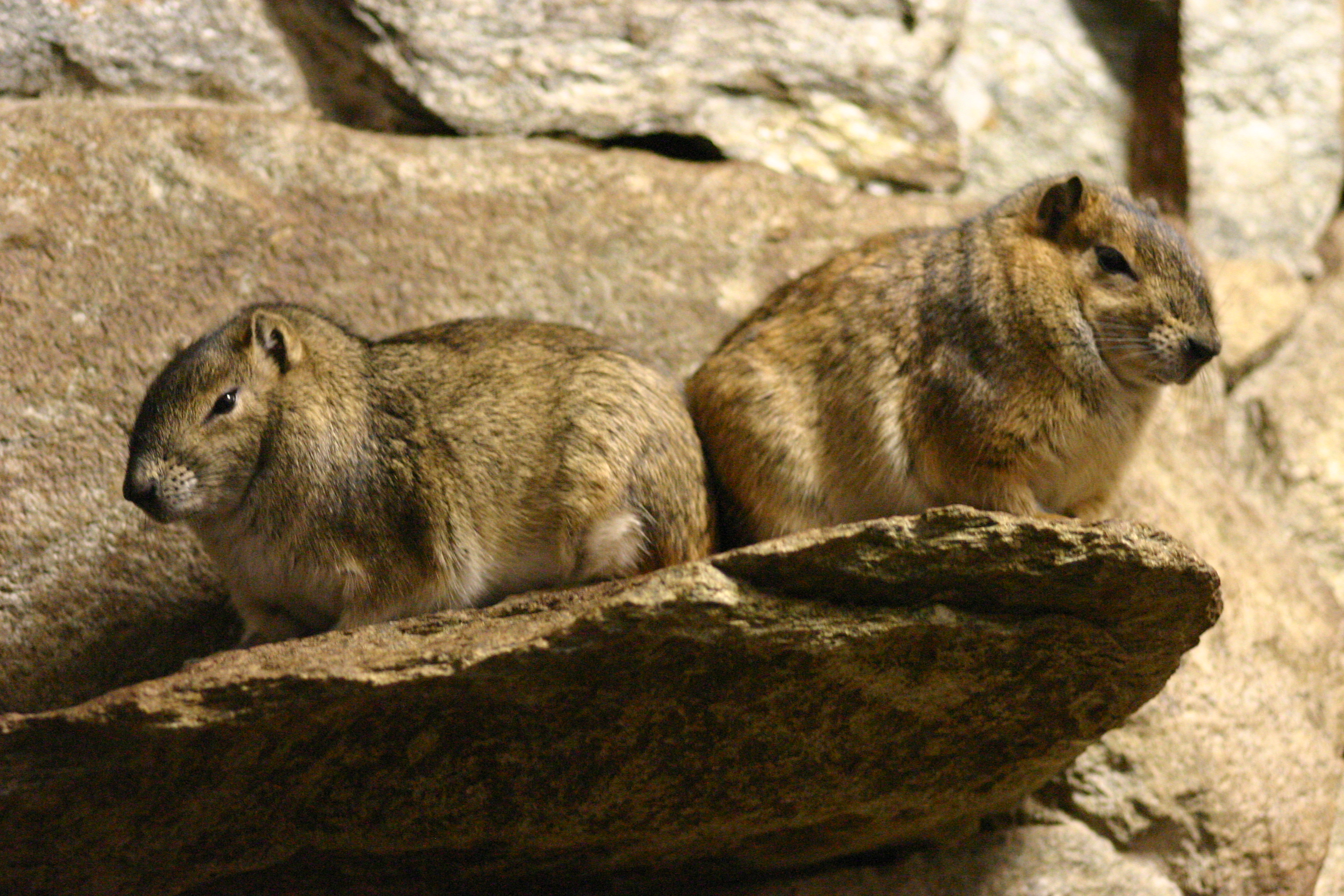
Klippmarsvinet (Kerodon rupestris) är kapybarans närmaste släkting.

Kapybaran placerades vanligen, tillsammans med Hydrochoerus isthmius, som enda arterna i familjen Hydrochoeridae. Genetiska studier har dock visat att klippmarsvinet är närmare släkt med kapybarorna än med andra marsvin. På grund av detta förs kapybarorna därför till familjen marsvin där de tillsammans med klippmarsvinet utgör underfamiljen Hydrochoerinae. I parvordningen marsvinsartade gnagare placeras de tillsammans med guldharar (Dasyproctidae), pakor (Cuniculidae) och pacaranan (Dinomys branickii) i överfamiljen Cavioidea.
Fossil av kapybarornas förfäder är kända från miocen. De äldsta släktena samlas ibland i den gemensamma underfamiljen Cardiatheriinae, men indelningen är omstridd. Under tidig pliocen fanns troligtvis bara ett släkte, Chapalmatherium eller Protohydrochoerus, som utgör den egna underfamiljen Protohydrochoerinae. Skallen av dessa djur var dubbelt så stor som kapybarans och även extremiteterna var tydlig längre. Underfamiljen Hydrochoerinae, som idag bara omfattar kapybaran, uppkom under senare pliocen. Alla fossil av familjen Hydrochoeridae har återfunnits på den amerikanska kontinenten.

## Levnadssätt

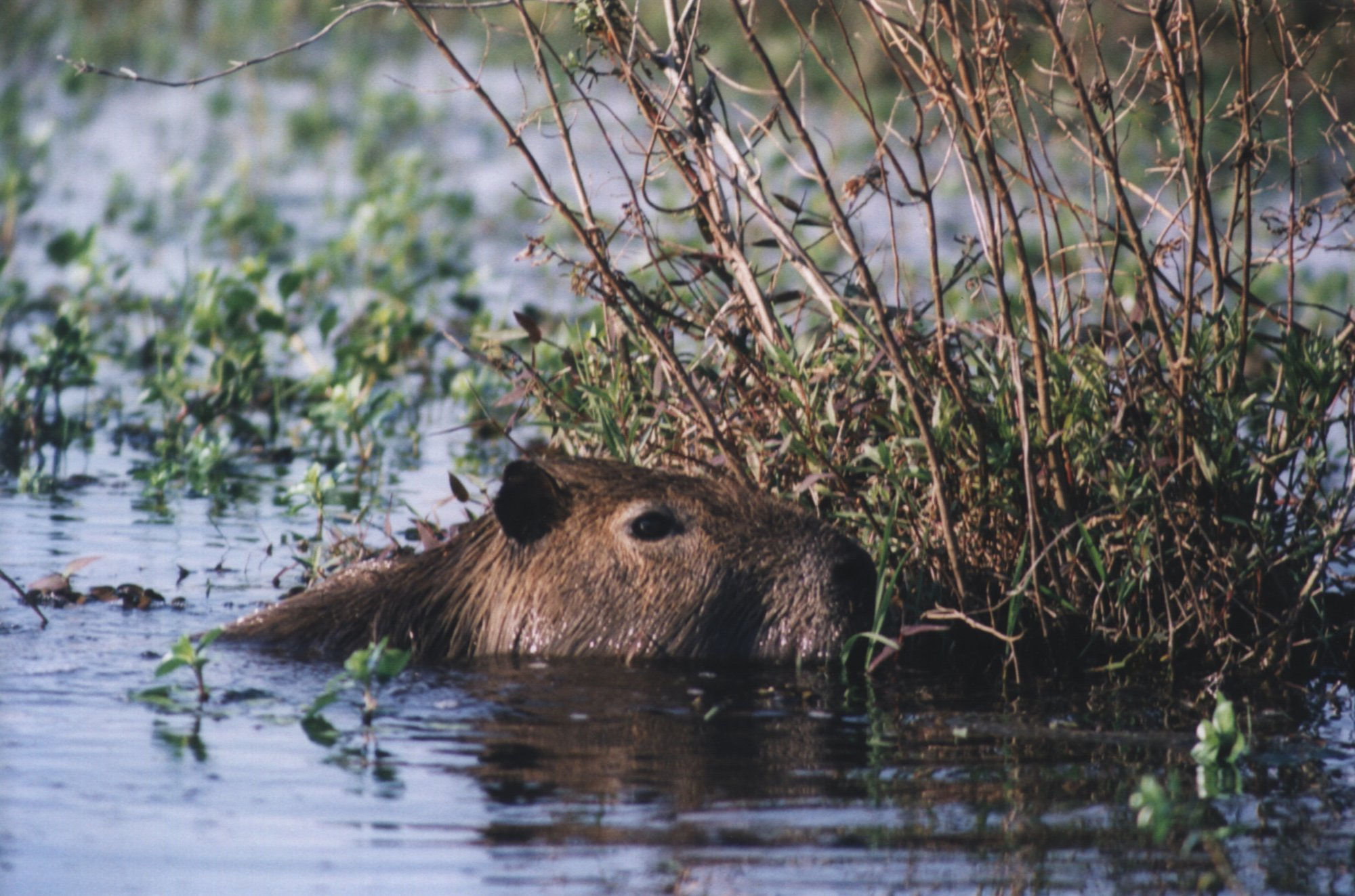
Kapybaran gömmer sig ofta i vattnet när den känner sig hotad.

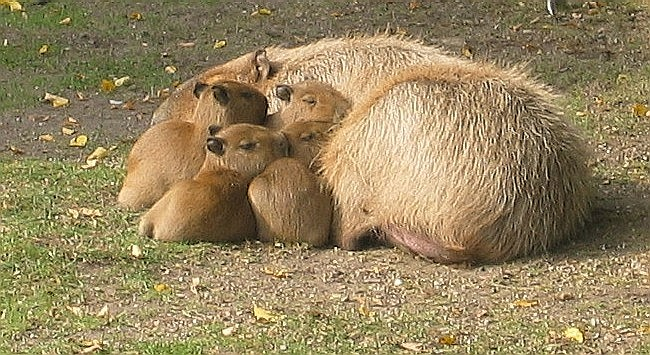
Hona med ungar.

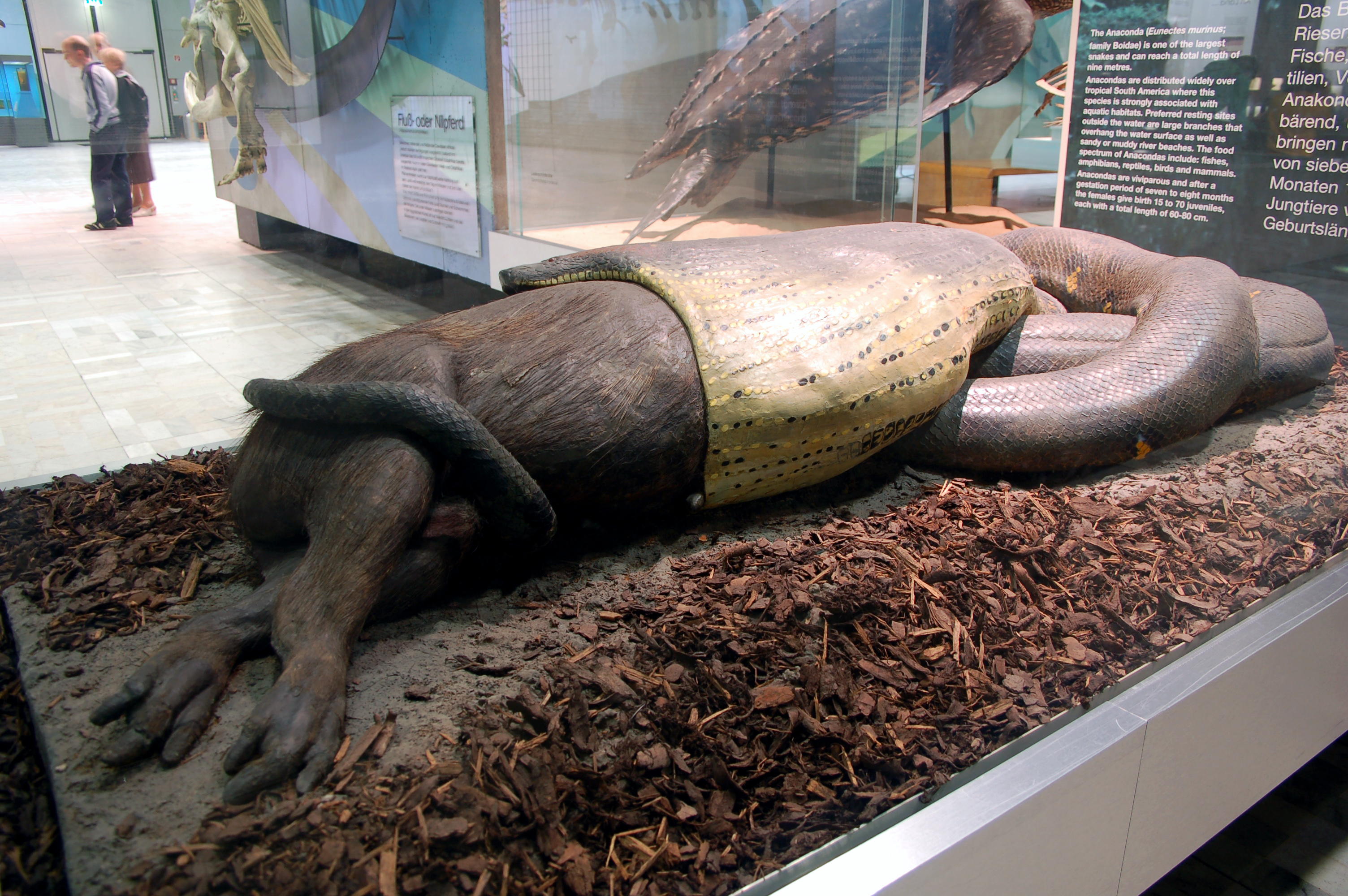
Rekonstruktion av en grön anakonda som sväljer en kapybara.

### Aktivitet
Arten är främst aktiv under skymningen och gryningen. Dagens hetaste timmar tillbringar den i pölar med slam eller lågt vatten. På natten sover den gömd i den täta vegetationen, den gräver inga bon. I regioner med många människor är kapybaran ofta aktiv på natten.
Den tillbringar mycket tid i vatten och är en utmärkt simmare och dykare som kan vara under vattnet i 5 minuter. Vid fara söker den vanligen skydd i vattnet men den har även bra förmåga att springa. När kapybaran simmar är bara ögonen och nosens spets synlig ovanpå vattenytan. Djupa ställen används huvudsakligen som skyddsplatser, utan fara vistas den vanligen i grunda vattenansamlingar och på land.

### Socialt beteende
Kapybaror lever i grupper med flera individer som samlar sig kring en dominerande hane. Ibland består gruppen av ett par och deras ungar. I sällsynta fall iakttas individer som lever ensamma. Det rör sig då nästan uteslutande om vuxna hannar.
Flockens storlek och levnadssätt är beroende på årstiden. Under regntiden fördelar sig populationen över ett större område och därför blir gruppstorleken mindre. Under nämnda tid äter de mycket och skapar en reserv av fett. Även ungarnas uppfostring sker främst under regntiden. Under torrperioden samlar sig individerna kring större vattendrag och insjöar, grupperna blir på så sätt större. På grund av svält och sjukdomar dör många kapybaror och de blir ett lättare byte för rovdjur då även den skyddande växtligheten avtar. Undersökningar från Venezuela visade att en genomsnittlig grupp under regntiden har 5,6 medlemmar medan genomsnittet under torrperioden i mars ligger vid 15,9. I särskilt torra tider förekommer grupper med upp till 100 individer som samlas kring de kvarvarande vattenställen. Liknande flockar är inte stabila och existerar bara en kort tid.
Gruppen anförs av en alfahanne som har positionen ofta över flera år. Dessutom ingår flera honor och deras ungar, ibland förekommer även andra vuxna hannar i gruppen. En hierarki finns hos hannar och honor, den bestäms ibland genom aggressiva strider.
Varje grupp har ett revir som är 80 till 200 hektar stort. Vanligen vistas de i ett kärnområde som är 10 hektar stort och som försvaras mot främmande artfränder. Revirets gränser markeras med vätska från doftkörtlarna, körtlarna sitter hos hannar ovanpå näsan och dessutom har båda kön analkörtlar.
Kapybaror har olika läten för kommunikationen.

### Föda
Födan utgörs huvudsakligen av gräs som de hittar på land samt i mindre mån av vattenväxter. Ibland tränger de in på odlingsmark och äter bland annat sockerrör, vattenmelon och majs. Det har tidigare påståtts att de ibland äter fiskar, men det är felaktigt.
Kapybarornas mag-tarmkanal är bra anpassade till dessa näringsämnen. Magsäcken är mera långsträckt och blindtarmen är förstorade liksom en säck. Liksom hos några andra gnagare (bland annat marsvin) och hardjur förekommer koprofagi hos kapybaror. Födan fermenteras först i blindtarmen med hjälp av bakterier till en mjuk och fuktig substans. Den första avföringen upptas sedan igen. Så utnyttjar de växternas cellulosa på bäst möjliga sätt. Den andra avföringen är oval och torr, den äts inte igen.
Liksom marsvinet kan kapybaran inte bilda C-vitamin i kroppen och den måste därför upptas med födan. Hos individer i fångenskap som troligen fick felaktig föda dokumenterades fall av skörbjugg.

### Fortplantning
Parningen börjar när en hanne följer efter en hona. Själva kopulationen sker i lågt vatten. När en individ är parningsberedd kan den under kort tid kopulera upp till 20 gånger med samma partner eller med olika partner.
Kapybaror kan para sig hela året men vanligen föds ungarna under regntiden (april eller maj i norra Sydamerika eller oktober i södra Sydamerika). Ofta har honor bara en kull per år men vid bra förhållanden kan hon ha två. Dräktigheten varar i norra delen av utbredningsområdet cirka 110 dagar och i södra delen ungefär 150 dagar. Per kull föds en till åtta ungar, i genomsnitt fyra ungar. Honor har 10 spenar som sitter parvis vid buken.
Dessa gnagare bygger inga bon, de kan föda sina ungar på alla platser i utbredningsområdet. Ungarna är typiska borymmare, de väger vid födelsen cirka 1,5 kg och är utrustade med hår och har till och med bytt ut sina mjölktänder. Redan efter några timmar kan de äta gräs. Efter tre till fyra månader slutar honan att ge di. Könsmognaden infaller hos båda kön efter 15 till 18 månader.
Kapybaror blir i naturen upp till åtta år gamla, sällan tio år. Några individer i fångenskap blev lite över tolv år gamla.

### Naturliga fiender
Kapybarans historiskt naturliga fiender jaguar och puma har skjutits bort och djuret är numer sin egen största fiende. Detta på grund av sin förmering som leder till att den nästan äter upp all vegetation som den kan äta. Kapybaran och kajmanen, vilken ofta lever i de vatten där kapybaran lever, nonchalerar ömsesidigt varandra. Ungar faller ibland offer för rovfåglar som harpyja och caracaror, eller för boaorm.

## Kapybaran och människan

### Jakt och uppfödning
Kapybaran var och är ett vanligt jaktbyte för Sydamerikas ursprungsbefolkning. Köttet används som mat, huden bearbetas till läder och av tänderna skapas smycken. Djuret förekommer även i mytologin hos många folkslag. Enligt den traditionella läran hos Yanomamifolket föds samtidigt med varje människa en dubbelgångare som kapybara eller tapir med samma livskraft. Om djuret dödas dör även människan.
Likaså jagas kapybaran av Sydamerikas nybyggare. I vissa regioner finns professionella jägare som kallas Carpinchero och som levererar de dödade individerna till marknaden. Ofta utnyttjas djuret direkt av jägaren. Kapybarans ljusbruna skinn har små fläckar och är särskilt omtyckt i Argentina. Lädret används bl.a. till handskar, bälten och jackor men även till sadlar och betsel. Underhudens fett omvandlas i södra Sydamerika till olja som påstås ha läkande egenskaper.
År 2009 började den första kapybarafarmen i Sverige att byggas. Projektet lades dock ner strax därefter.
Kapybarans kött äts inte i hela Sydamerika. Vanligt är kapybarakött i Venezuela, där det torkas eller görs hållbart med hjälp av salt och  vanligen konsumeras under fastetiden. I Sydamerika hävdas ibland att det finns ett officiellt kyrkligt dokument som betecknar kapybaran som "fisk" på grund av dess levnadssätt i vatten. Troligen är detta påstående en skröna, och liknande berättelser finns i andra regioner om andra vattenlevande däggdjur, t.ex. bävern.
I Argentina och Uruguay produceras vanligen korv av kapybarakött. I regionen Llanos finns därför försök att avla kapybaror som betesdjur.
Ibland jagas kapybaror när de uppsöker jordbruksmarker och äter odlade växter. Där anses arten ofta som skadedjur. Bönder med traditionella betesdjur betraktar i allmänhet kapybaror som konkurrenter till sin boskap.

### Status och hot
Kapybarans habitat ligger ofta i regioner som intensiv används för traditionella betesdjur. Bönderna i regionen skapar ofta vattenansamlingar för sina husdjur och jagar områdets rovdjur vilket gynnar kapybaran. I sådana regioner har flera populationerna ökat. I regionen Llanos, som kännetecknas av storskaliga betesmarker för nötkreatur uppskattas kapybarans population till 50–300 individer per kvadratkilometer.
I regioner som Venezuela, där kapybaran jagas för köttets skull har den istället blivit sällsynt. Även i Peru och andra områden har arten försvunnit eller undergått beståndsminskning. Globalt anses populationen säkrad och IUCN kategorisera kapybaran som livskraftig (LC).

### Namn
Trivialnamnet kapybara kommer från ordet kapiyva (även kapiygua) från språket guaraní och betyder "gräsets härskare". Det syftar på djurets storlek och vanan att äta gräs. I Sydamerikas spanskspråkiga stater har djuret olika namn, i Argentina carpincho, i Venezuela chigüiro, i Ecuador capihuara och i Peru ronsoco; i Brasilien där det talas portugisiska heter arten capivara.
Den svenska beteckningen "vattensvin", som ibland används för djuret kan leda till förvirring. Kapybaran är inte släkt med svindjur.
Det vetenskapliga namnet var länge omdiskuterat, mellan Brissons beteckning Hydrochoerus från 1762 och Brünnichs beteckning Hydrochaeris från 1772. Båda grundar sig på de grekiska orden ὕδωρ (hýdor = vatten) och χοίρος (choiros = svin). Brissons beteckning avvisades länge då den inte gick enligt den typiska binomiala nomenklaturen. ICZN fastställde senare att Brissons namn är det äldre, varför det ska användas vid avhandlingar om kapybaran.

### I kulturen
Sedan ett större antal kapybarer invaderade det välbärgade området Nordelta i Buenos Aires har de setts som en symbol för klasskriget i Argentina.